# Jarovce
Jarovce (allemand : Kroatisch Jahrndorf , hongrois : Horvátjárfalu) est un quartier de la ville de Bratislava, en Slovaquie.

## Histoire
Première mention écrite du quartier en 1208.
La commune hongroise de Horvátjárfalu est cédée par la Hongrie à la Tchécoslovaquie en 1947 au traité de paix de Paris afin de créer le port de Bratislava. Elle prend alors le nom de Jarovce.
Le 1er janvier 1972, Jarovce est rattachée à Bratislava.

## Démographie

### Évolution de la population
| Année:               | 1994. | 2004.    | 2014.    | 2024.    |
| -------------------- | ----- | -------- | -------- | -------- |
| Nombre de personnes: | 1105  | 1239     | 1879     | 3147     |
| Différence:          |       | +12,12 % | +51,65 % | +67,48 % |

| Année:               | 2023. | 2024.   |
| -------------------- | ----- | ------- |
| Nombre de personnes: | 3016  | 3147    |
| Différence:          |       | +4,34 % |

## Politique
| Nom           | Parti politique      | date de l'élection | Fin du mandat |
| ------------- | -------------------- | ------------------ | ------------- |
| Pavel Škodler | Candidat indépendant | 02.12.2006         | Déc. 2010     |

Bratislava - Karlova VesBratislava